# Arthur și Albert Schott
Arthur (1814-1875) și Albert Schott (1809-1847) au fost doi folcloriști germani, născuți la Stuttgart, recunoscuți ca fiind primii culegători de basme românești. 
În urma călătoriilor lor în Banat și Țara Românească, cei doi au publicat în 1845 volumul Walachische mährchen. Mit einer einleitung über das volk der Walachen und einem anhang zur erklärung der mährchen (Basme valahe cu o introducere despre poporul valah și o anexă explicării basmelor).

## Arthur Shott
Arthur Carl Victor Schott (n. 27 februarie 1814, Stuttgart — d. 26 iulie 1875, Washington, DC) a fost un fermier din Württemberg, poet și culegător de basme, și mai târziu naturalist, topograf, colecționar de plante și ilustrator germano-american. Ca botanist, abrevierea sa științifică este „A.Schott”.

### Copilărie
Arthur Schott a fost fiul avocatului și politicianului din Württemberg, Christian Friedrich Albert Schott, și al soției sale, Auguste Sophie (1788-1851), născută Hofacker, fiică a juristului Karl Christoph Hofacker din Tübingen.
După ce a terminat liceul și școala tehnică din Stuttgart, Schott a lucrat timp de un an ca ucenic la Grădinile Regale din Stuttgart, după care s-a înscris la Institutul de Agricultură din Hohenheim.

### Țara Românească
A lucrat timp de un an pe o moșie privată, nouă luni ca secretar al contelui Alexander von Württemberg și a trăit timp de șase ani ca administrator al moșiilor contelui Bissing din Banat (Iam, Caraș-Severin). În acest timp a călătorit în Serbia și Valahia, unde a învățat limba, a tradus cântece populare și a colecționat basme. În 1845, a publicat Basme valahe împreună cu fratele său, Albert, la editura Cotta din Tübingen. Și-a publicat propriile poezii în 1850 la Stuttgart, alături de Eduard Hallberger.

### Statele Unite
În 1850, Arthur Schott a emigrat în Statele Unite ale Americii, iar în 1851 a fost angajat în calitate de colector științific special de către Comisia de frontieră a Statelor Unite, condusă de William Hemsley Emory, însărcinată cu măsurarea și cartografierea frontierei dintre Texas și statele mexicane vecine după declanșarea Războiului Mexicano-American. Arthur Schott a contribuit cu numeroase date de teren la realizarea hărților de frontieră și a devenit unul dintre primii topografi ai Rio Grande. A fost implicat în colectarea și descrierea resurselor botanice, geologice și zoologice, și a schițat peisaje și membri ai triburilor nativ-americane. 
Între 1857 și 1859 a fost publicat raportul în trei volume al Comisiei de frontieră, care a documentat cei opt ani de topografie efectuată de William Hemsley Emory în zona de frontieră dintre SUA și Mexic, și în care au fost incluse și desenele lui Arthur Schott.
La moartea sa, în 1875, a lăsat o văduvă, Augusta, și șase copii.

## Albert Schott
Albert Lucian Constans Schott (n. 27 mai 1809, Stuttgart — d. 21 noiembrie 1847) a fost profesor de liceu la Zurich și Stuttgart, lingvist, istoric și colecționar de povești populare.

### Biografie
Schott a fost fiul avocatului și politicianului liberal Albert Schott (1782-1861). A studiat la Universitatea din Tübingen, unde a devenit membru al frăției „Germania Tübingen” în 1826 și al frăției „Feuerreiter Tübingen” în 1828.
În anii 1830 și începutul anilor 1840, Schott a lucrat ca profesor de limba germană la Kantonsschule (Gymnasium) din Zurich, apoi, până la moartea sa, la gimnaziul din Stuttgart.
Fratele său, Arthur Schott, a trăit în Banat din 1836 până în 1841 ca administrator al unui mare proprietar german de terenuri. Ambii frați au dezvoltat un interes puternic pentru limba și cultura vlahilor. Schott a militat pentru răspândirea limbii române scrisă cu litere latine.

### Opere
Schott a lăsat în urmă o colecție vastă de povestiri șvăbești care a rămas în mare parte neprintată, care se bazează în esență pe notele studenților săi de la Stuttgart, și care se află în prezent în Arhivele Statului Württemberg. O selecție a acestor legende a fost publicată în 1995 de Klaus Graf. Poveștile populare elvețiene culese de Schott au fost publicate în 1984 de Emily Gerstner-Hirzel.
Schott a fost, de asemenea, un pionier în cercetarea fermierilor de munte din sudul regiunii Walser, care au emigrat din Valaisul elvețian în văile alpine piemonteze în Evul Mediu și care și-au păstrat dialectele lor arhaice alemannice până în secolul al XXI-lea. Lucrarea sa, Coloniile germane din Piemont, publicată în 1842, este primul studiu despre populația și limba acestui grup etnic și lingvistic care poate avea pretenția de a fi considerat științific.

## Basme
Volumul Walachische mährchen. Mit einer einleitung über das volk der Walachen und einem anhang zur erklärung der mährchen a fost publicat în 1845. 
Printre basmele colecției se numără:
- Feciorul năzdrăvan al împărătesei
- Mama zidită de vie
- Fata de împărat în cocina de porci
- Fata de împărat păzitoare de gâște
- Oglinda fermecată
- Zilele babei
- Dracul din canea
- Copiii de aur
- Despre Împăratul Alb și Împăratul Roșu
- Petru Firicel
- Viliș Viteazul
- Pomul împăcării
- Ileana Cosânzeana
- Trandafir
- Preafrumoasa din pădure
- Florian